# ТЭЦ Плоцк
ТЭЦ Плоцк – теплоэлектроцентраль в одноименном городе в центральной Польше.
Для обеспечения своих энергетических потребностей Плоцкий нефтеперерабатывающий завод имеет свою ТЭЦ. В 1970–1978 годах рацибужская компания Rafako поставила сюда четыре котла типа ОО-420, рассчитанных на сжигание тяжелого остатка нефтепереработки (гудрона). А в 1997–2003 годах она же смонтировала три котла OOG-320, которые кроме гудрона могли сжигать газ (природный или газ нефтепереработки). Они питали шесть турбин — пять установленных начиная с 1968 года мощностью по 55 МВт и турбину № 6, введенную в эксплуатацию в 2001 году с показателем 70 МВт.
В 2012 году стал действовать поставленный той же Rafako котел № 8 типа OOG-420, который также мог сжигать гудрон и газ (с 2015 года последний должен был стать единственным топливом для него). А в 2017 году добавили турбину № 7 мощностью 70 МВт, что довело электрическую мощность станции до 413,6 МВт.
В 2019 году с компанией General Electric было заключено соглашение на замену самой старой турбины № 1 новой мощностью 65 МВт.
Также стоит отметить, что в 2018 году владелец ТЭЦ концерн PKN Orlen запустил рядом парогазовую ТЭС, которая также начала активно участвовать в теплоснабжении НПЗ.